# Jay Robinson
Pour les articles homonymes, voir Robinson.
Jay Robinson est un acteur américain né le 14 avril 1930 à New York et mort à Sherman Oaks (Los Angeles) le 27 septembre 2013 .

## Filmographie partielle

### Cinéma
- 1953 : La Tunique (The Robe) de Henry Koster
- 1954 : Les Gladiateurs (Demetrius and the Gladiators) de Delmer Daves
- 1955 : Le Seigneur de l'aventure (The Virgin Queen) de Henry Koster
- 1957 : Mon homme Godfrey (My Man Godfrey) de Henry Koster
- 1972 : Tout ce que vous avez toujours voulu savoir sur le sexe sans jamais oser le demander (Everything You Always Wanted to Know About Sex* (*But Were Afraid to Ask)) de Woody Allen
- 1974 : Les Démolisseurs (Three the Hard Way) de Gordon Parks Jr.
- 1975 : Shampoo de Hal Ashby
- 1975 : Train Ride to Hollywood de Charles R. Rondeau
- 1981 : Othello (The Tragedy of Othello, the Moor of Venice) de Franklin Melton
- 1992 : Dracula de Francis Ford Coppola

### Télévision
- 1968 : Star Trek (TV) : épisode Hélène de Troie : L'ambassadeur Petri
- Les mystères de l'Ouest (TV) : saison 4 : la nuit de l'éternelle jeunesse
- 1970 : Le Virginien (TV) saison 9 épisode 08 (Lady at the bar) : Abel Hewitt

### Récompense
- Saturn Award : Saturn Award du meilleur acteur dans un second rôle 1977 (Train Ride to Hollywood)